# Hostel

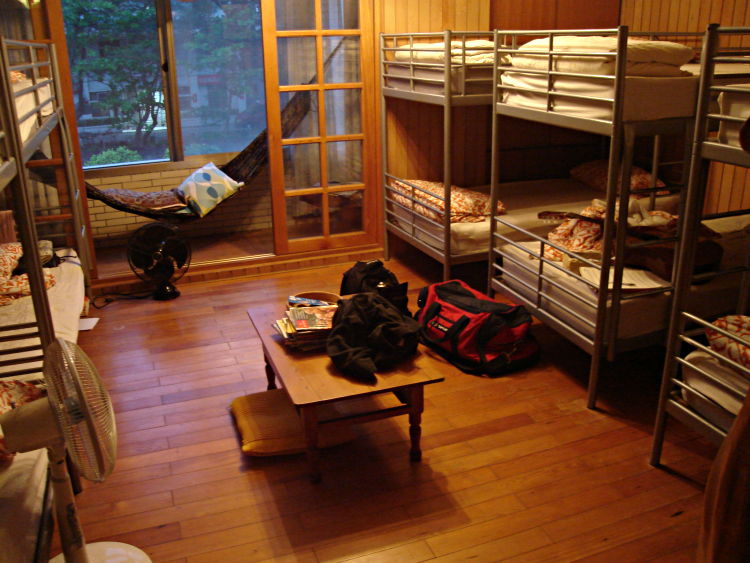
Pokoj v hostelu

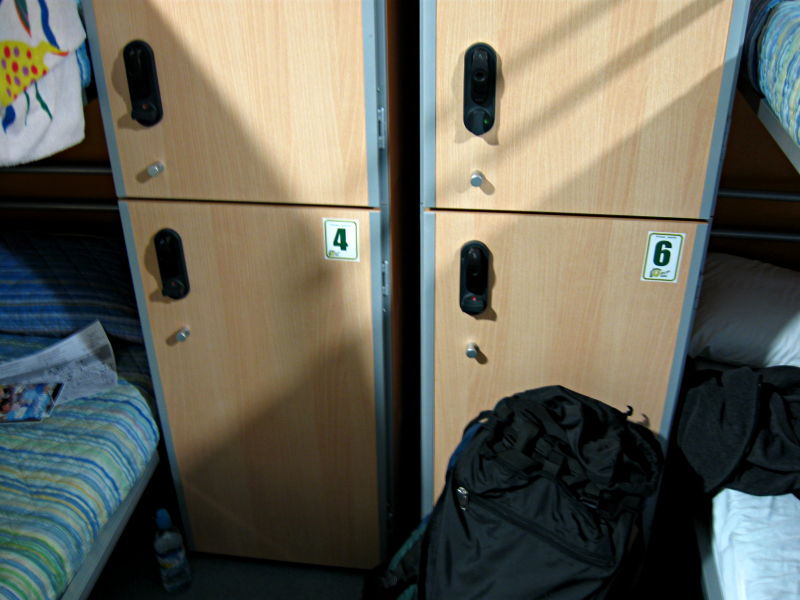
Skříňky na úschovu zavazadel

Hostel je levná turistická ubytovna, určená zejména pro studenty. Na rozdíl od hotelů zde ubytovaní sdílejí většinou příslušenství a vybavení.

## Historie

### Německé autorství
Za původce myšlenky hostelu je považován Richard Schirrmann, učitel z Vestfálska. Společně se svými žáky odstraňoval každý večer lavice z učebny, aby v ní v noci a o víkendech mohli přespávat cestující studenti. Roku 1912 vyšel v Německu první průvodce po hostelech, který obsahoval 65 hostelů. Do roku 1919 se síť německých hostelů rozrostla na 300, do roku 1932 přesáhl jejich počet 2000. Hostely se šířily i do Švýcarska, Polska, Nizozemska, Norska, Dánska, Francie, Belgie a na britské ostrovy.

### Hostelling International (HI)
Roku 1932 se setkání v Amsterdamu stalo základem první mezinárodní hostelové federace (International Youth Hostel Federation – IYHF), se zastoupením evropských a severoafrických zemí a Nového Zélandu. Roku 1933 se připojili i první zástupci USA. IYHF se transformovala do dnešní Hostelling International (HI), federaci sdružující více než 70 národních asociací mládežnických ubytoven z více než 80 zemí světa.

### Rozdíly mezi hostely
Různé hostely a hostelové asociace mají různou strategii, v některých platí věková omezení a v jiných mají žáci a studenti přednost pouze v případě naplnění kapacity, některá zařízení upřednostňují hromadné a skupinové zájezdy a jiné individuální cestování. Liší se i způsob více či méně komunitních aktivit lidí, kteří se v hostelu setkají – některé hostely spolupracují s cestovními kancelářemi. Vznikly také hostely zaměřené na seniory, na rodiny s dětmi atd.

### České země
První studentské a žákovské nocležny (Studenten- und Schülerherberge) zakládal na našem území Německý turistický spolek, např. ve Vrchlabí, ve Vranově nad Dyjí v roce 1910. Před první světovou válkou roli hostelů hrály do značné míry turistické ubytovny Německého turistického spolku, Klubu českých turistů a Sokola, které po nástupu socialismu přešly pod ČSTV. Členem dvou mezinárodních hostelových asociací byla od 60. let Cestovní kancelář mládeže (CKM) spadající pod Socialistický svaz mládeže.